# 下野村 (愛知県)
下野村（しものむら）は、愛知県丹羽郡にかつてあった村（町村制施行前の村）。
現在の扶桑町高雄下野にあたる。

## 歴史
- 1878年（明治11年） - 下野原新田村、犬山羽根村と合併し、高雄村となる。
- 1906年（明治39年）10月1日 - 高雄村の一部が山名村、豊国村、柏森村の一部と合併し、扶桑村発足。

## 地理
『天保村絵図』によると、下野村は郷中に犬山から名古屋へと岩倉街道（柳街道）が通っていた。やや東寄りに小口街道（織田街道）がある。これらと交差するように西から東へ三本の道が通っている。北にある道を利用すれば、草井村方面から北山名村、下野村を経て下野原新田へと通じていたようである。1650年（慶安3年）丹羽郡木津村に、木曽川の本堤に木津閘という大元杁が完成した。続いて、大井堀（現在の古木津用水）が開削され、木津で第一の枝井筋が設けられて新川井筋となっている。次の井筋が古川陽水、上野村地内で二条に分かれ、現在の丹羽用水東部線と、丹羽用水西部線になっている。

## 地名
下野村の地名は、1443年（嘉吉3年）2月16日銘の鰐口（春日井市密蔵院蔵）に「本懸鰐口尾州丹羽郡下野村観音寺三十三所巡礼堂」という記録がある。また、名鉄犬山線扶桑駅は高雄駅として開業したのち、1913年（大正2年）3月27日に下野駅に改称。1948年（昭和23年）2月1日 に現在の扶桑駅に改称するまで、下野の名を冠していた。また、木津用水駅近くには犬山市に属する「上野」という地名が残っている。

## 集落
- 本郷 - 今の東川あたりではないか。

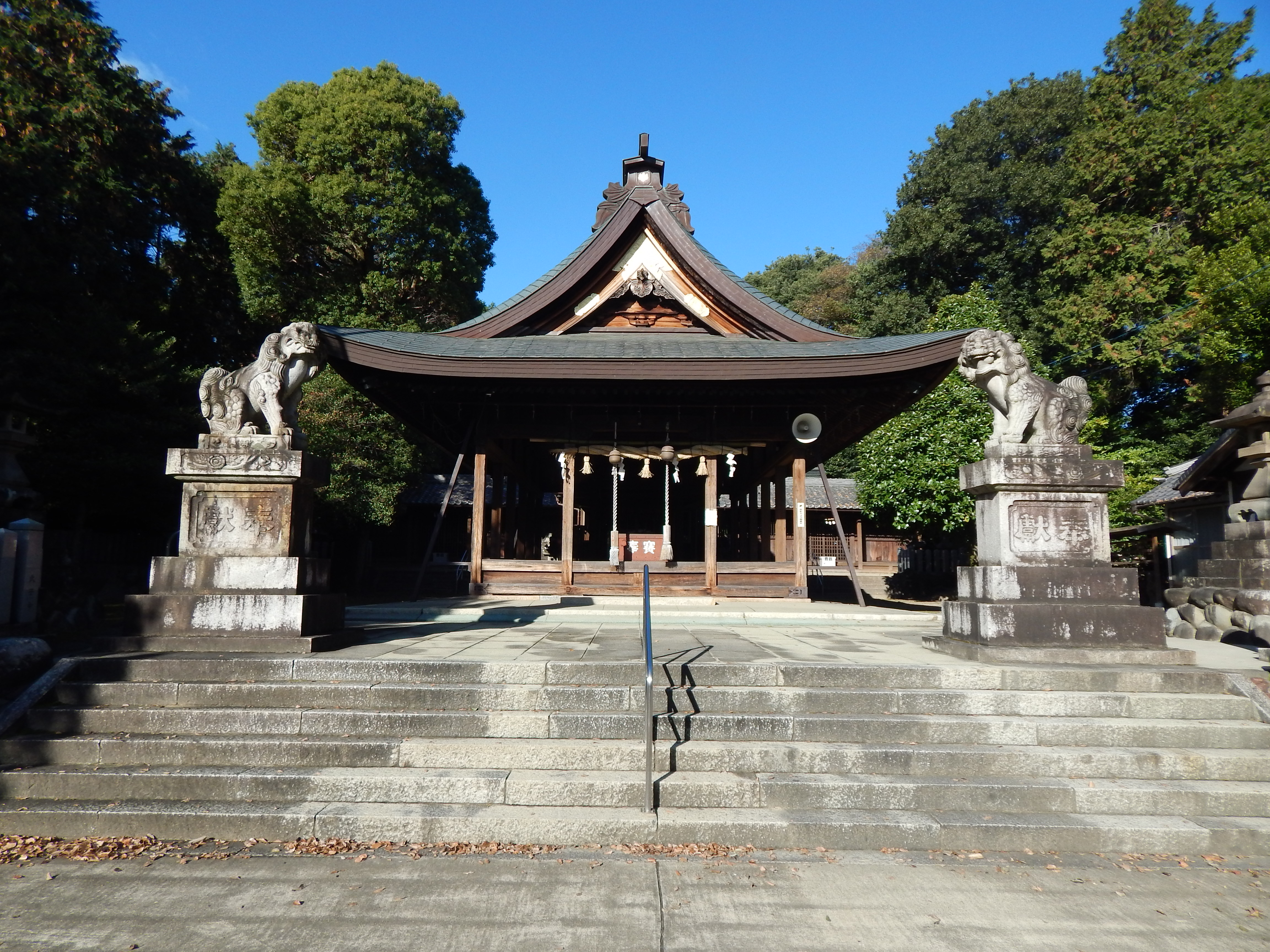
下野村の総鎮守、楉埜神社

- 定松 - 今の南北両定松でまだ分かれていなかった。
- 宮島 - この島は海岸にある島を意味するものではなくて、ひとつの村の呼び名で、普通に組というのと同じであろうと思う。この集落には、下野の総鎮守である楉埜神社があり、大宮があるところから宮島といったものであろう。
- 伊勢帰 - キリシタンに関係があるとか、「お伊勢参り」に因む地名とかの説があるが、どうもそうではないらしい。江戸中期に書かれた絵図には、岩倉街道に沿って宮島、福塚、堰という集落が記されている。この堰という集落が今の伊勢帰にあたる。堰も伊勢帰も読みはイセキである。堰に変体仮名でふりがなをつけるか、かな書きにすると伊勢帰と書く。堰が伊勢帰と書かれ、いつしか「いせがえり」と呼ばれるようになったのではないかといわれる。
- 大淵 - 木曽川の枝流の一つが大きく弧を描いて水勢の行き当たるところ、深く浸食されて淵を成していたところから、人々はこの場所を大淵と呼んだといわれる。

## 学校
- 顕誠学校（現・扶桑町立高雄小学校） - 1873年（明治6年）10月5日、下野村覚王寺に創立[3]。